# Gare de Montfavet
Gare de Montfavet vasútállomás Franciaországban, Avignon településen.

## Vasútvonalak
Az állomást az alábbi vasútvonalak érintik:
- d’Avignon–Miramas-vasútvonal

## Kapcsolódó állomások
A vasútállomáshoz az alábbi állomások vannak a legközelebb:
- Gare d’Avignon-Centre
- Gare de Morières-lès-Avignon